# Srebrenica
Srebrenica là một thị xã và khu tự quản ở phía đông Bosna và Hercegovina. Thị xã này có nền kinh tế dựa vào ngành công nghiệp khai thác muối mỏ và các khu suối nước nóng ở khu vực phụ cận. Trong cuộc chiến tranh Bosnia, trong và quanh thị xã đã diễn ra cuộc thảm sát Srebrenica, vào tháng 7 năm 1995 trong đó có hơn 8000 bé trai và đàn ông bị giết chết ở trong và xung quanh thị trấn Srebrenica.